# Тамди (Таласький район)
Тамди́ (каз. Тамды) — село у складі Таласького району Жамбильської області Казахстану. Адміністративний центр та єдиний населений пункт Тамдинського сільського округу.
У радянські часи село називалось Тамді.
Населення — 1299 осіб (2021; 1603 у 2009, 1719 у 1999, 2180 у 1989).